# Hủ tiếu Nam Vang
Hủ tiếu Nam Vang là món hủ tiếu do người Khmer chế biến, có nguồn gốc từ Nam Vang (là tên phiên âm của Phnôm Pênh). Hủ tiếu Nam Vang có tên gọi trong tiếng Khmer là "kuay tiev", nguyên liệu chính là hủ tiếu dai (có người gọi là hủ  bột lọc), nước dùng chính là thịt bằm nhỏ, lòng heo nấu cùng. Món ăn này được du nhập vào Việt Nam và trở nên phổ biến thay vì hủ tiếu chỉ với xương thịt truyền thống. Tùy theo khẩu vị của từng người, có thể thay thế lòng heo bằng tôm, cua, cá, mực v...v....

## Nguyên liệu
Nguyên liệu làm hủ tiếu Nam Vang bao gồm hủ tiếu bột lọc, các thành phần làm nước dùng (nước lèo), các thành phần cho vào tô hủ tiếu, các loại rau ăn kèm. Dưới đây là một công thức cho món hủ tiếu Nam vang với các thành phần và tỷ lệ cơ bản:
Xương heo (khoảng 1.5 kg); tôm thẻ (1/2 kg); gan heo (300g); thịt heo xay (300g); tôm khô (khoảng 1 nắm nhỏ); khô mực (1 con cỡ vừa); hủ tiếu bột lọc; dầu ăn; 1 củ tỏi; 4 tép hành lá; chanh; mùi tàu (ngò gai); lá hẹ; giá đỗ; cần tây; rau tần ô; đường, muối, bột ngọt (nếu thích)

## Quy trình thực hiện
- Nấu nước lèo: Xương heo (nếu là xương ống thì trong hơn) trụng sơ nước sôi, đổ ra rửa sạch. Bắt 1 nồi nước khác lên rồi để xương vào, sau đó để 1 tí muối, đường phèn, khô mực nướng vừa chín xé làm bốn và tôm khô rửa sạch cùng bỏ vào nồi nước súp hầm với xương. Bỏ củ cải và cà rốt cắt khúc vào hầm mềm luôn. Sau đó nêm với đường, muối, bột ngọt, cho vừa ăn.
- Gan heo: Đem luộc với một tí muối, khi chín vớt ra để nguội quấn trong cling phim khi nào ăn hãy xắt nếu không nó bị khô.
- Tôm: Lột vỏ (chừa đuôi tôm lại), sau đó cắt ở sống lưng tôm, lấy chỉ đen ra.
- Tỏi bằm ra cho thật nhỏ, bắt một cái nồi nhỏ lên bếp, để đầu vào, khi dầu sôi thì tỏi vào, lấy đũa quậy đều cho đến khi tỏi vừa hơi vàng thì tắt lửa và đem xuống khỏi lò (Khi đó dầu còn đang nóng sẽ làm cho tỏi vàng thêm tí nữa, nếu còn để trên bếp sẽ làm tỏi bị đen).
- Thịt heo xay: Trộn thịt heo cho chút nước súp, bắt lên chảo xào cho đến khi ráo nước.
- Rau: Cần tây, hẹ cắt khúc.

## Trình bày
Luộc hủ tiếu khô và cho vào một cái tô sau đó cho chút tỏi phi vào trộn đều cho khỏi dính sau đó xếp lên tô: gan heo, tôm, thịt heo xaỵ, trứng cút. Nước súp đang sôi, để vào tô sau đó thì để lá hẹ, hành, ngò và tỏi chấy lên trên mặt tô.

## Lưu ý khác
- Khi nồi nước súp hoàn thành thì bỏ vào 1,2 muỗng tỏi phi thơm.
- Tôm (thêm mực nếu thích tùy người) cho chút nước súp vào một nồi nhỏ nấu chín và sắp vào tô lấy nước luộc tôm mực đó cho vào luôn tô hủ tiếu.
- Ngoài gan heo có thể thêm cật và tim

## Dị bản

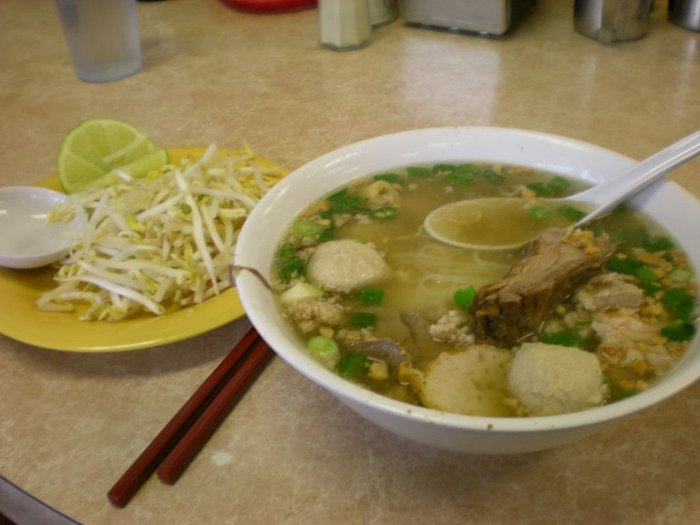
hủ tiếu chính gốc tại Nam Vang (Phnôm Pênh)

- Hủ tiếu Mỹ Tho là một phiên bản gần giống của hủ tiếu Nam Vang với những đặc trưng nguyên liệu của Mỹ Tho và miền Tây. Nếu như trong hủ tiếu Nam Vang, phụ liệu chính là lòng heo thì hủ tiếu Mỹ Tho lại có thêm tôm, mực, hải sản, ốc.